# باغ سیسه
باغ سیسه یکی از محلات قدیمی شهر مهاباد ایران است.
در ضلع شرقی رودخانهٔ مهاباد، مقابل راهنمایی و رانندگی امروزی قرار داشت که ملک مرحومان میرزا رحمت شافعی و حاجی غنی شافعی بود. گفته می‌شود میرزا رحمت آن را بعد از جنگ اول جهانی از یک نفر کلیمی خریده بود. دو برادر کلیمی در آن زمان در شهر مهاباد بوده‌اند: «سیمون» و «سیسه». سیمون مالک کاروانسرای سیمون در میدان آرد امروزی مهاباد بوده و سیسه مالک باغ سیسه. روان شاد حاج میرزا رحمت شافعی این کاروانسرا و باغ را از این دو برادر کلیمی خریداری می‌کند. امروزه آثاری از کاروانسرای سیمون در میدان آرد مهاباد همچنان پابرجاست. باغ سیسه، نخستین باغی در شهر بوده که دیوارکشی و حصار داشته‌است. روان شاد حاج کریم لاوه یی از افراد بسیار شوخ‌طبع و بذله گوی مهابادی، قهوه‌خانه ای بزرگ و وسیع روبه روی شعبهٔ اصلی بانک ملی مهاباد داشت؛ از فرزندان ایشان آقای فتاح لاوه یی دبیر سابق دبیرستان‌های مهاباد (که در روز شنبه ۱۳۸۸/۱۱/۲۴ بدرود زندگی گفت). شنیدم که می‌گفت: در زمان‌های گذشته، اغلب سه ماههٔ تابستان‌ها پدرم، حاج کریم لاوه یی، باغ سیسه را از مرحوم حاج غنی شافعی اجاره و در این فصل از سال، قهوه‌خانه‌اش را در این باغ دایر و راه اندازی می‌کرد. ساز و آواز به صورت پخش زنده در آن جا وجود داشت. این باغ سال‌های متمادی در اجارهٔ مرحوم «حضرت قلی خسروشاهی» مشهور به «عزیزقلی» قرار داشته و به همین مناسبت در بین اهالی «باغ عزیزقلی» نیز خوانده شده‌است. امروزه به صورت بازار و مغازه‌های نیمه تمام درآمده و جز نام هیچ نشانی از این باغ در میان نیست.